# Helme (Estland)
Helme (deutsch Helmet) ist eine ehemalige Landgemeinde im estnischen Kreis Valga mit einer Fläche von 313 km². Sie hatte 2269 Einwohner (1. Januar 2010). Seit 2017 ist Helme Teil der Landgemeinde Tõrva.
Die Gemeinde umfasste die Dörfer Ala, Helme (230 Einwohner), Holdre, Jõgeveste, Kalme, Kirikuküla, Koorküla, Kähu, Linna, Möldre, Patküla, Pilpa, Roobe und Taagepera. Der Verwaltungssitz befand sich in der Stadt Tõrva.
Helme wurde erstmals 1329 im Zusammenhang mit Kriegszügen der Letten urkundlich erwähnt. Der Name des Ortes stammt von der Ordensburg, die 1261 als Schutz der Umgebung errichtet worden war. Die Ruinen der Ordensburg Helme erheben sich auf einem steilen Hügel an der Straße Pärnu-Valga. Von der vermutlich in der ersten Hälfte des 14. Jh. erbauten alten Burg sind die hohen feldsteinernen Mauern mit Fensteröffnungen teilweise erhalten geblieben. Nach ihrem Grundriss war die Burg in einem 120 × 60 m großen Oval ausgelegt und von zwei Wassergräben umgeben. Die Burg wurde 1658 während des Russisch-Schwedischen Krieges von den Schweden zerstört.
Im Dorf Jõgeveste (deutsch Tepelshof, später Beckhof) befindet sich das 1823 fertiggestellte Mausoleum des russischen Generalfeldmarschalls Michael Barclay de Tolly (1761–1818), des Siegers der Völkerschlacht bei Leipzig. Im Mausoleum befindet sich seit 1973 ein kleines Museum.
Im Dorf Holdre befindet sich das Gutshaus Holdre/Hollershof. Das Gutshaus wurde in der Mitte des 16. Jahrhunderts erbaut. Bis 1767 gehörte es der Familie Holler, von denen auch der Name des Gutshauses stammt. Das heutige Hauptgebäude des Hollershofs ist von Otto Wildau entworfen.
Die Helme-Höhlen (Helme koopad, auch Helme Põrgu) sind Höhlen im Gutspark Helme: Sie wurden im gelblich-grauen Sandstein der Burtnieki-Lagerstätte ausgegraben (später von Menschen erweitert): In den Höhlen gibt es die Helme kopa-Aufschlüsse. Ursprünglich bestanden die Helme-Höhle aus sieben durch Gänge getrennten Höhlen mit einer Höhe von bis zu 3 Metern. Die größten wurden Vanakurja Vats und Mooses Kirik genannt.

## Weblinks

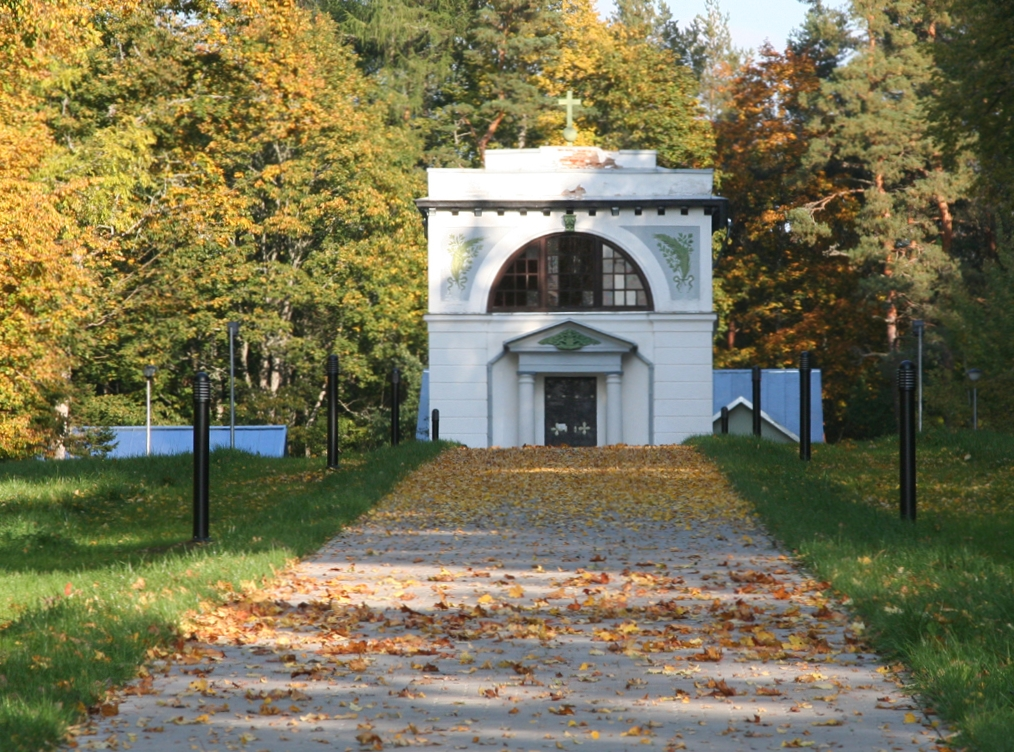
Mausoleum für Barclay de Tolly in Jõgeveste
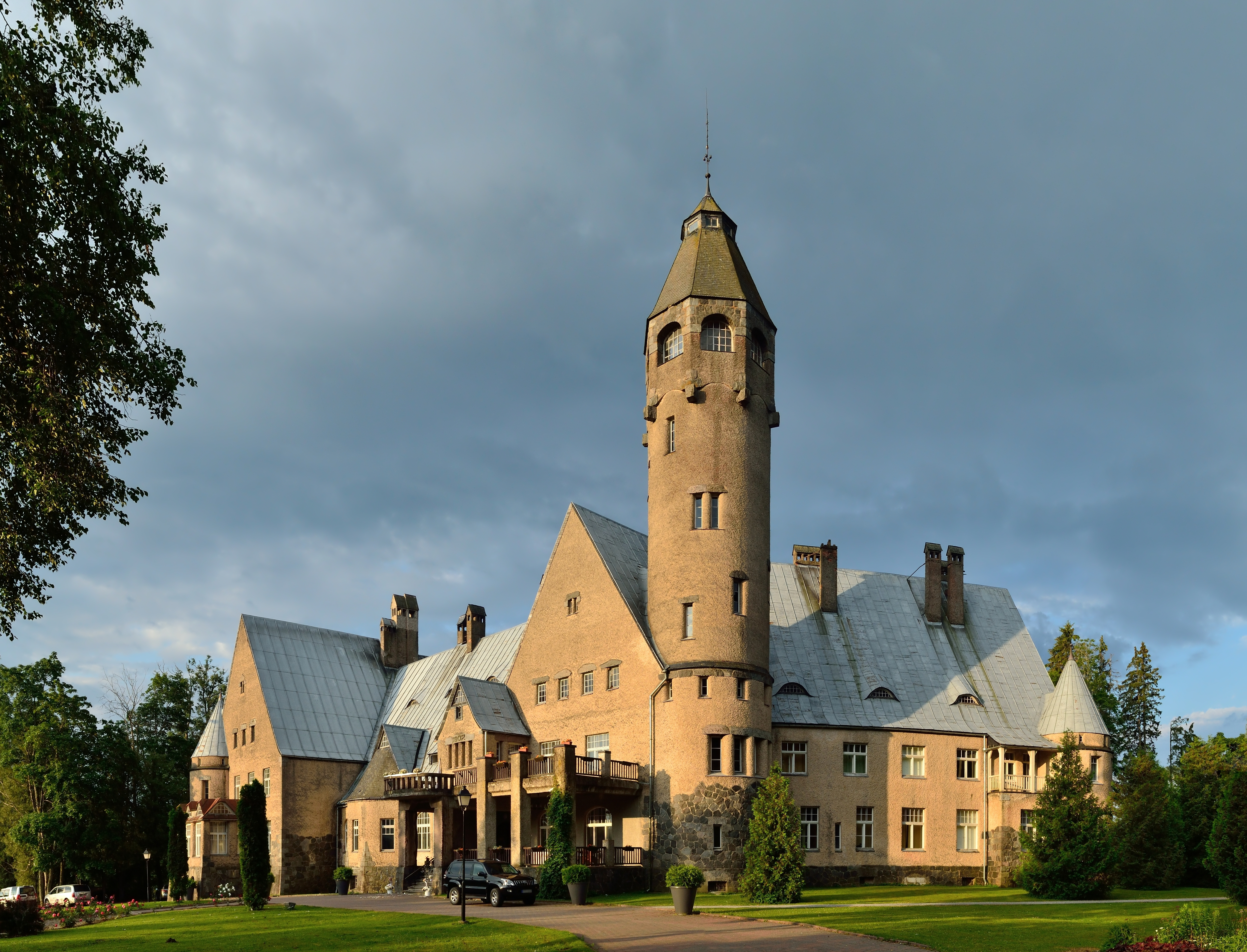
Schloss Taagepera/Wagenküll
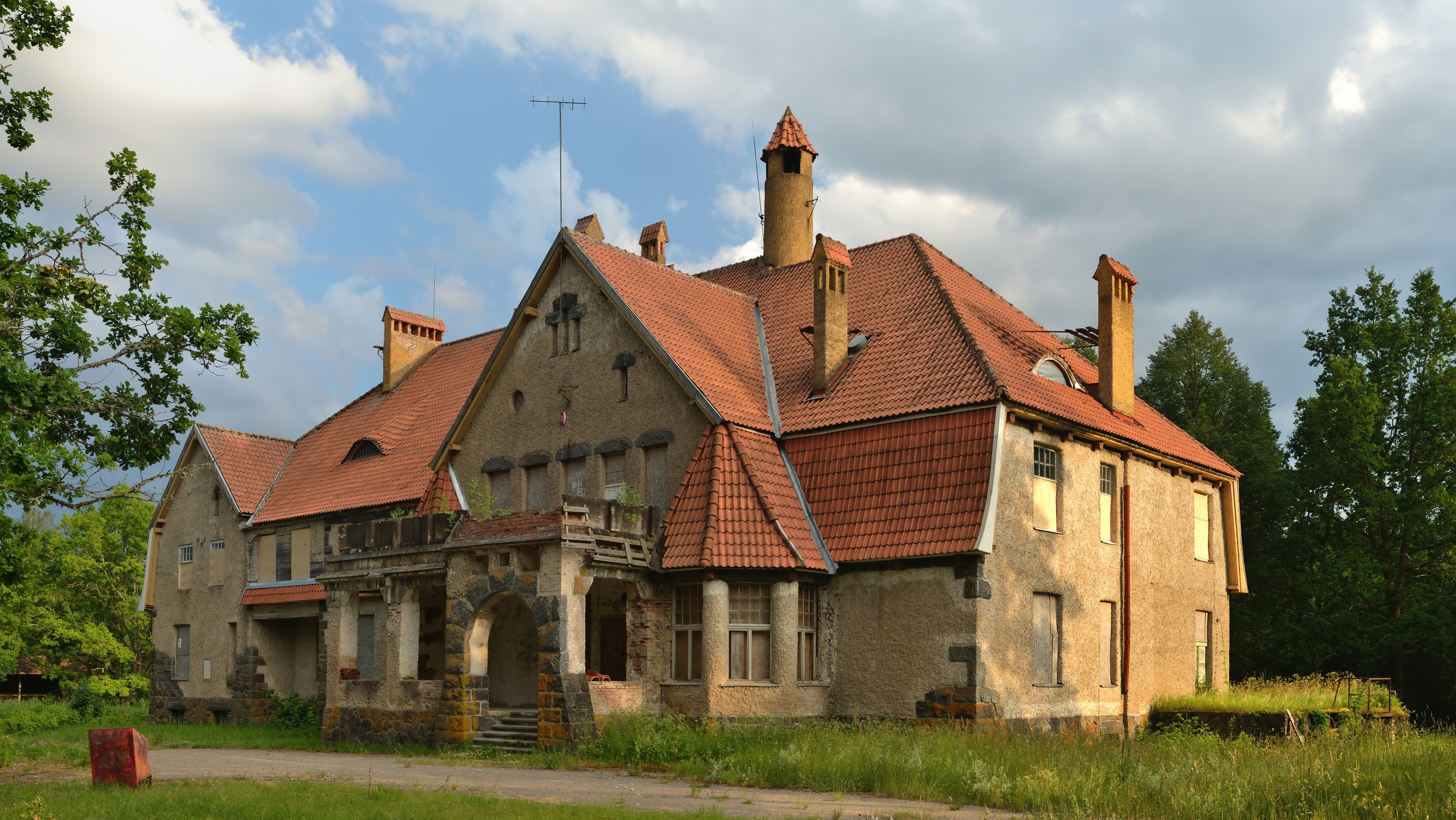
Holdre Gutshaus/Hollershof
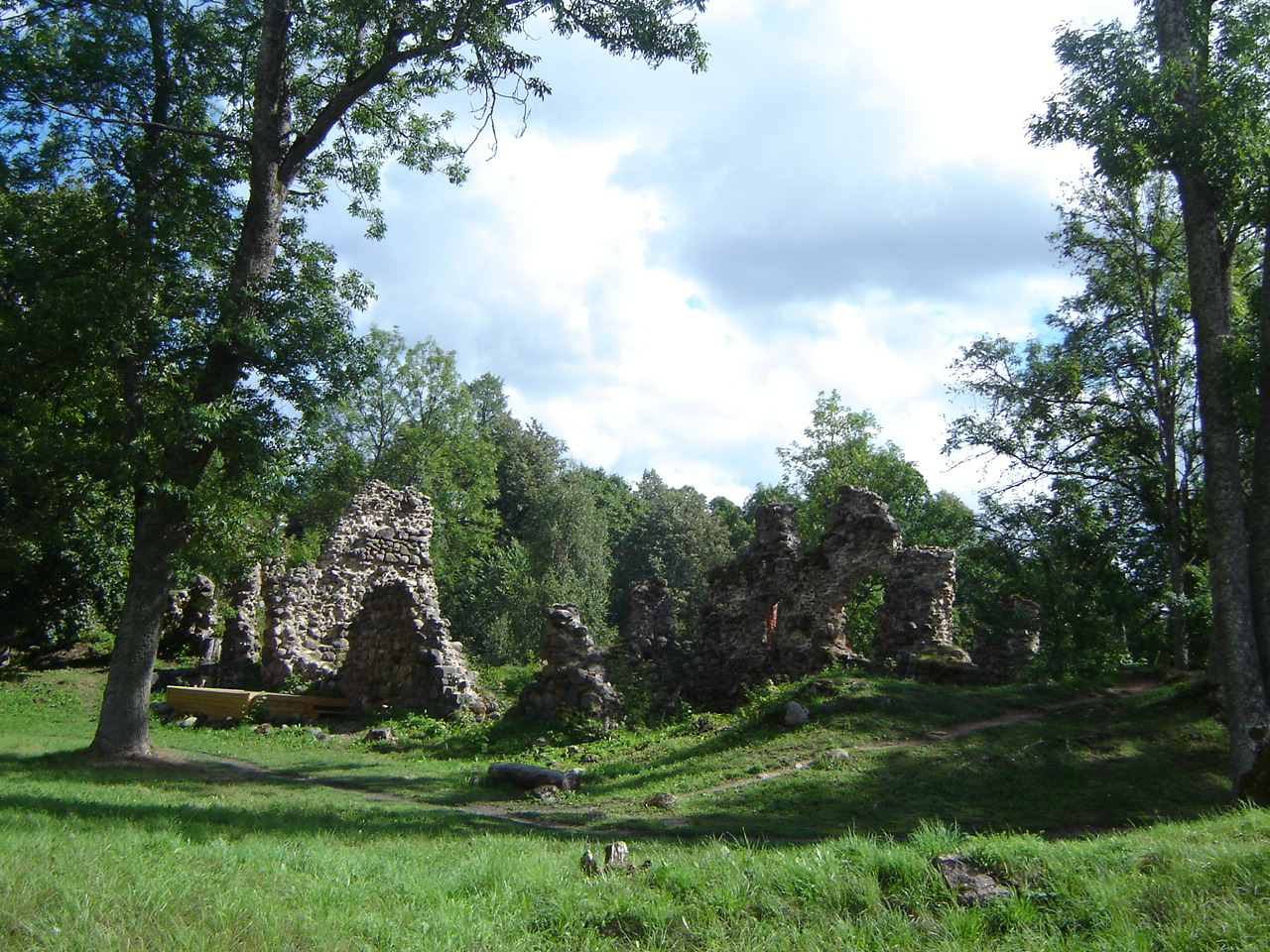
Ruinen der Ordensburg Helmet
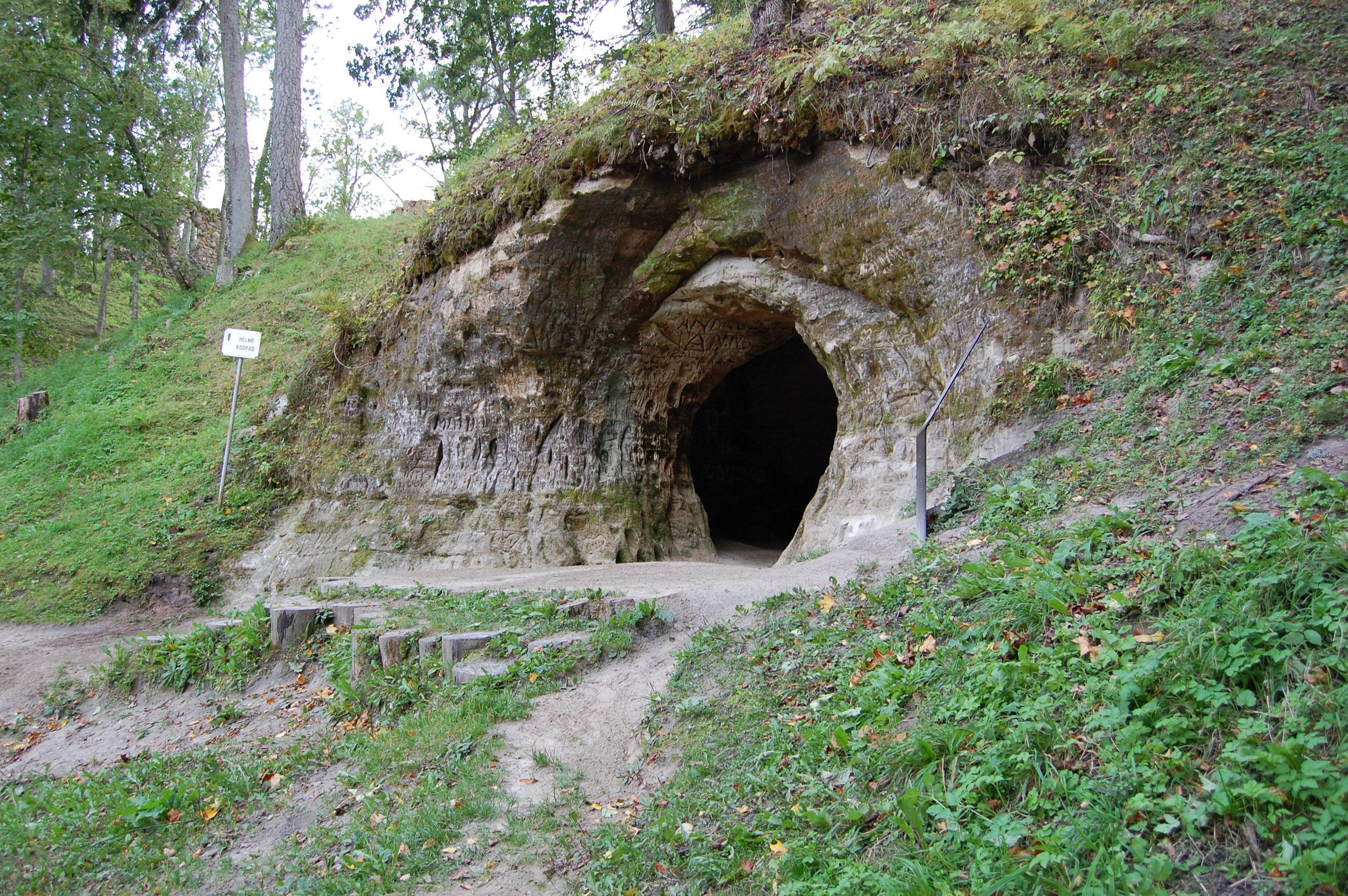
Helme-Höhlen